# 24 novembre 1957
Le dimanche 24 novembre 1957 est le 328e jour de l'année 1957.

## Naissances
- Denise Crosby, actrice américaine
- François Blancard, banquier français
- Gamal Abdel Hamid, joueur de football égyptien
- Hocine Boukella, compositeur, musicien, dessinateur et caricaturiste algérien
- Jeff Noon, écrivain britannique
- Loredana De Petris, femme politique italienne
- Marc Vuillemot, homme politique français
- Peter S. Gray, cavalier bermudien de concours complet
- Philippe Loiseau, homme politique français (eurodéputé Front national)

## Décès
- Alfred Zimmern (né le 26 janvier 1879), historien britannique
- Diego Rivera (né le 8 décembre 1886), peintre mexicain
- Jacques-Henry Delpy (né le 28 juin 1877), peintre français
- Karl Josef Troßmann (né le 26 décembre 1871), personnalité politique allemande
- Louis Norgeu (né le 22 mai 1898), peintre français
- Maurice Gauchez (né le 31 juillet 1884), écrivain belge, poète et romancier d'expression française
- Paul Boudy (né le 5 juillet 1874), ingénieur des eaux et forêts et inspecteur général des eaux et forêts français

## Événements
- Publication de Le Grincheux qui voulait gâcher Noël, livre de Theodor Seuss Geisel
- Ouverture de la station de métro T-Centralen à Stockholm